# ویجیلانتی ۸
ویجیلانتی ۸ (به انگلیسی: Vigilante 8) یک بازی ویدئویی در سبک ماشین جنگی که توسط لوکسوفلاکس توسعه یافته و بوسیلهٔ اکتیویژن در ژوئن ۱۹۹۸ برای کنسول پلی‌استیشن منتشر شد. بعدها یک نسخه سازگار شده از این بازی نیز برای نینتندو ۶۴ و گیم بوی کالر عرضه شد.
داستان در تاریخ جایگزین ۱۹۷۵ روایت می‌شود و دربارهٔ شخصیت سید برن و توسعه کایوتیز است، در حالی که آن‌ها سعی در از بین بردن شرکت‌های نفتی و پالایشگاه‌هایی داشتند که رقیبی برای کنسرسیوم نفتی چند‌ملیتی اوام‌ای‌آر (یک شرکت انحصاری بزرگ نفتی) به شمار می‌رفتند، که در نظر دارد تبدیل به ثروتمندترین شرکت در ایالات متحده شود. با شنیدن این خبر، یک رنجر تنها به نام کانووی همراه با تیمش «ویجیلانتی»، تصمیم به مبارزه با این نیروی رو به افزون را می‌گیرند.